# Anathallis imbricata
Anathallis imbricata é uma espécie de orquídea (Orchidaceae) originária do Brasil.